# Cło (Kraków)
Cło – część Krakowa wchodząca w skład Dzielnicy XVIII Nowa Huta. Obszar ten do 1973 roku był samodzielną wsią. Cło leży przy skrzyżowaniu dróg krajowych: 79 oraz 75. Nazwa pochodzi od komory celnej na granicy Austro-Węgier i Rosji.